# Tala Birell
Tala Birell, nata Natalie Bierle (Bucarest, 10 settembre 1907 – Landstuhl, 17 febbraio 1958), è stata un'attrice rumena naturalizzata statunitense.

## Filmografia parziale
- Fortunale sulla scogliera (Menschen im Käfig), regia di Ewald André Dupont (1930)
- La cugina di Varsavia (Meine Cousine aus Warschau), regia di Carl Boese (1931)
- The Doomed Battalion, regia di Cyril Gardner (1932)
- Amiamoci (Let's Fall in Love), regia di David Burton (1933)
- The Captain Hates the Sea, regia di Lewis Milestone (1934)
- Viviamo stanotte (Let's Live Tonight), regia di Victor Schertzinger (1935)
- I distruttori (Air Hawks), regia di Albert S. Rogell (1935)
- Ho ucciso! (Crime and Punishment), regia di Josef von Sternberg (1935)
- The Lone Wolf Returns, regia di Roy William Neill (1935)
- Legione bianca (White Legion), regia di Karl Brown (1936)
- La camera della morte (She's Dangerous), regia di Milton Carruth e Lewis R. Foster (1937)
- Matrimonio d'occasione (As Good as Married), regia di Edward Buzzell (1937)
- Susanna! (Bringing Up Baby), regia di Howard Hawks (1938)
- Josette, regia di Allan Dwan (1938)
- Seven Miles from Alcatraz, regia di Edward Dmytryk (1942)
- One Dangerous Night, regia di Michael Gordon (1942)
- Bernadette (The Song of Bernadette), regia di Henry King (1943) - non accreditata
- Cina (China), regia di John Farrow (1943)
- Isle of Forgotten Sins, regia di Edgar G. Ulmer (1943)
- Women in Bondage, regia di Steve Sekely (1943)
- Prigionieri di Satana (The Purple Heart), regia di Lewis Milestone (1944)
- Il fabbricante di mostri (The Monster Maker), regia di Sam Newfield (1944)
- La signora Parkington (Mrs. Parkington), regia di Tay Garnett (1944)
- Jungle Queen, regia di Lewis D. Collins e Ray Taylor (1945)
- L'asso di picche (The Power of the Whistler), regia di Lew Landers (1945)
- The Frozen Ghost, regia di Harold Young (1945)
- Dangerous Millions, regia di James Tinling (1946)
- Philo Vance's Secret Mission, regia di Reginald Le Borg (1947)
- Donne nella notte (Women in the Night), regia di William Rowland (1948)
- Homicide for Three, regia di George Blair (1948)